# Vlag van Atacama

Vlag van Atacama

De vlag van Atacama toont een gele ster in het midden van een blauw veld, net zoals de voormalige vlag van Belgisch Congo. De kleuren symboliseren vrijheid.
Dit embleem werd in 1859 gemaakt tijdens de Chileense Revolutie van 1859, toen liberale rebellen tegen de nationale regering vochten. Nadat de revolutionairen waren verslagen, raakte de vlag tot voor kort in onbruik.
Het ontwerp is een blauw veld met een gele ster in het midden. Het is niet duidelijk wie de maker was, maar het wordt toegeschreven aan Pedro León Gallo Goyenechea, de leider van de rebellen. De ster en de kleuren zouden staan voor de secularistisch-laïcistische en liberale ideologie die tijdens de opstand werd verdedigd.
Deze vlag werd in 1997 officieel aangenomen door de regionale regering van Atacama. De regionale vlag moet worden gehesen op het gebouw van de regionale regering en op elke andere plaats waar hij zijn taken uitvoert, volgens de regionale regels.